# Maymaygwashi
Le Maymaygwashi est un esprit des eaux issu du folklore des Ojibwés, peuple autochtone d'Amérique du Nord. Il s'agit de créatures aquatiques au corps enfantin et au visage velu habitant dans des crevasses le long des rives escarpées du lac Supérieur.

## Description
Les Maymaygwashi sont des esprits ayant la forme de petits hommes. Ils vivent dans les roches, les eaux et les forêts de la région boréale de l'Amérique du Nord. Les Anishinaabe, premiers habitants de la région, ont été les premiers à leur donner un nom. Les Maymaygwashi sont les gardiens de la terre et ceux qui ne les honorent ou ne les respectent pas manquent d'honneur et de respect envers la terre. La légende dit que ce manque de respect se fait à leurs risques et périls.
Le Maymaygwashi était une créature aquatique, décrite comme une sorte de « siréneau », au corps enfantin et au visage velu, habitant dans des crevasses le long des rives escarpées du lac. Appelé aussi Nebaunaubaewuk, on disait que cet être attirait les mortels dans les profondeurs où ils étaient transformés à leur tour en êtres mi-hommes mi-poissons. Sur les falaises qui bordent la rive nord du lac Supérieur, en plusieurs endroits on peut voir des peintures rupestres, représentations d’animaux, réels ou fantastiques, de canoës, d’hommes et d’astres, situées souvent dans des anfractuosités ou sous des abris rocheux naturels, accessibles uniquement par la voie des eaux, au moyen d’une embarcation. Certaines de ces œuvres ont plusieurs millénaires et sont sans doute contemporaines du début de l’exploitation des gisements de cuivre dans la même région. On y voit aussi des empreintes de mains, peintes à l’ocre rouge sur le roc. Pour les Ojibwas, ce sont les Maymaygwashis qui ont fait ces empreintes en élevant leurs mains hors des eaux.

## Diversité des dénominations
Les archéologues Waller et Arsenault identifient un grand nombre de  variants et de synonymes pour des petites créatures impliquées dans le phénomène d'écho et responsable, selon la tradition, des marques sur les rochers. On y retrouve le terme Maymaygwashi utilisé par les Ojibwés, mais aussi Memegueshi par certains Algonquins, Mamakwaasiuch ou Memegwecio par certaines Cris, etc . Ils utilisent le terme Memegwashio comme traduction standard pour toutes ces créatures.

## Récit occidental
Il existe un récit provenant d’un Euro-canadien qui prétend avoir vu une créature semblable au Maymaygwashi. Venant Saint-Germain, habitant de Repentigny (Québec), avait fait carrière dans le commerce des fourrures avec les autochtones de l’Ouest. Le 13 novembre 1812, à la Cour du Banc du Roi pour le district de Montréal il raconta sous serment, devant les juges P. L. Panet et J. Ogden, l’histoire suivante,[source insuffisante] :

« Le 3 mai 1782, St-Germain prenait le chemin de l’ouest pour se rendre au fort Kaministikwia (aujourd’hui Thunder Bay) à l’extrémité occidentale du lac Supérieur, à bord d’un canoë avec un équipage de trois hommes et une femme âgée de la nation Ojibwa. Ce soir-là l’équipe s’arrêta à l’île Pâté (Pie Island), pour passer la nuit. Une fois le campement installé, Saint-Germain décida d’aller tendre des filets pour pêcher quelques poissons.
Au crépuscule, alors qu’il repartait vers le bivouac, il aperçut, à 150 ou 200 pieds une créature inconnue dans les eaux du lac. L’être avait un torse semblable à celui d'un enfant de huit ans. Le visage avait un teint sombre et des cheveux crépus, décrit par Saint-Germain comme ceux d’un « jeune Noir ». L’être se tenait à moitié sorti de l’eau, un des bras levé, l’autre appuyé sur la hanche, posture traditionnellement attribuée au Maymaygwashi. Le bas du corps, immergé, paraissait être celui d’un poisson. Saint-Germain appela ses compagnons qui purent voir la créature. St-Germain courut chercher son fusil mais quand il pointa l’arme chargée vers la créature, l’Amérindienne s’interposa, s’accrochant à ses vêtements et l’empêchant de viser.
L’être plongea lentement pour ne pas reparaître. La femme tança alors vertement Saint-Germain, pour avoir voulu tirer sur le « dieu des eaux et des lacs », le Manitou Niba Nabais. Elle prédit que la créature leur enverrait une tempête. Ce qui ne manqua pas de se produire. Vers onze heures du soir, une tempête commença, qui fut bientôt d’une telle intensité que les voyageurs durent tirer leur canot plus haut sur la rive et se réfugier sur les hauteurs de l’île. L’orage dura trois jours, les immobilisant sur l’île. Saint-Germain dit n’avoir vu qu’une coïncidence dans le déclenchement de la tempête. Le quatrième jour, ils purent reprendre leur route.
Selon Saint-Germain, un autre voyageur aurait prétendu qu’une créature semblable avait déjà été vue près de l’île Pâté, le lieu de résidence du Manitou Niba Nabais selon les Ojibwas »